# Кодайра Куніхіко
Куніхіко Кодайра (англ. Kunihiko Kodaira яп. 小平 邦彦; 16 березня 1915 — 26 липня 1997) — японський математик відомий видатними роботами в алгебричній геометрії і теорії комплексних многовидів, засновник японської школи алгебричної геометрії. Він був нагороджений Філдсівською премією у 1954 р., ставши першим японцем, який отримав цю нагороду.

## Ранні роки
Він народився в Токіо, закінчив Токійський університет у 1938 р. зі ступенем в математиці, а також закінчив фізичний факультет Токійського університету в 1941 році. Під час війни він працював в ізоляції, але спромігся осягнути теорію Ходжа в тогочасному стані. Він отримав кандидатський ступінь в Токійському університеті в 1949 році, захистивши дисертацію на тему Гармонійні поля у ріманових многовидах. Він займався криптографією приблизно від 1944 року в скрутний для себе час і одночасно утримував академічну посаду в Токіо.

## Інститут перспективних досліджень
У 1949 році він відправився в Інститут перспективних досліджень в Принстон за запрошенням Германа Вейля. В цей час основи теорії Ходжа були приведені у відповідність з сучасною технікою теорії операторів. Кодайра захопився використанням відкритих інструментів до алгебричної геометрії, додавши теорію пучків як тільки вона стала доступна. Ця робота мала вплив, наприклад, на Хірцебруха.
На другому етапі досліджень Кодайра написав великий цикл робіт у співпраці з Д. К. Спенсером, створивши теорію деформацій комплексних структур на многовидах. Це дало можливість побудови просторів модулів, так як в загальному випадку такі структури безперервно залежать від параметрів. Визначення груп когомологій пучків, для пучка, пов'язаного з голоморфним дотичним розшаруванням, дало основні дані про розмірність простору модулів і перешкоди до деформацій. Ця теорія досі є основоположною, а також мала вплив на теорію схем Гротендіка. Спенсер потім продовжив роботу, застосувавши цю техніку до структур, відмінних від комплексних, таких як G-структури.
В третій період своєї роботи (приблизно з 1960 року), Кодайра знову працює над класифікацією алгебричних поверхонь з точки зору біраціональної геометрії і теорії комплексних многовидів . Це призвело до типології семи видів двовимірних компактних комплексних многовидів, відкривши п'ять відомих класичних алгебричних типів; два інших були не алгебричні. Він представив також докладні дослідження еліптичних поверхонь над кривою, або іншою мовою еліптичної кривої над полем функцій, теорії, чий арифметичний аналог зіграв важливу роль незабаром після цього. Ця робота також включає характеристику K3 поверхонь як деформацій квартичних поверхонь в P4 і теорему, що вони утворюють єдиний клас дифеоморфізмів. Знову ж таки, ця робота виявилася фундаментальною. (K3 поверхні були названі на честь Ернста Куммера, Еріха Калера і Кодайри).

## Пізніші роки
Кодайра залишив Інститут перспективних досліджень у 1961 році, і деякий час пропрацював головою Університету Джона Хопкінса і Стенфордського університету. У 1967 році він повернувся в Токійського університету. Він був нагороджений премією Вольфа у 1984 році. Він помер в Кофу 26 липня 1997 року.

## Внесок
Довів теорему про вкладення.